# Johann Evangelist Wagner

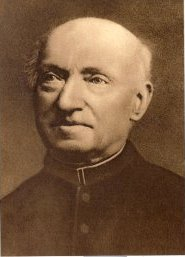
Johann Evangelist Wagner

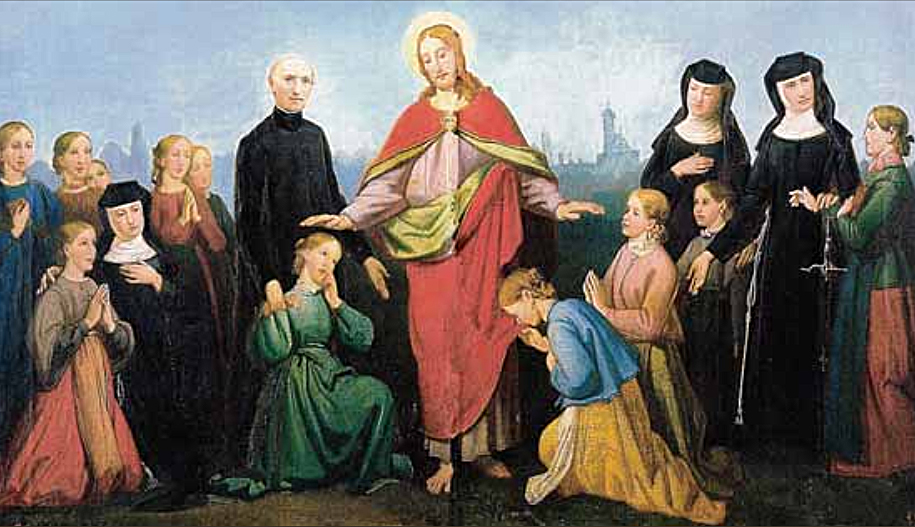
Gemälde von Anton Bernreiter: Der segnende Christus mit Regens Johann Evangelist Wagner und drei Dillinger Franziskanerinnen

Johann Evangelist Wagner (* 5. Dezember 1807 in Dattenhausen bei Dillingen; † 10. Oktober 1886 in Dillingen an der Donau) war ein deutscher römisch-katholischer Geistlicher, Regens des Priesterseminars in Dillingen und Gründer der Regens-Wagner-Stiftungen.

## Leben
Johann Evangelist Wagner war das sechste von acht Kindern des Bauern Johann Evangelist Wagner und dessen zweiter Frau Kreszenz, geborene Waldenmayer. Nach einem Theologiestudium an der Universität München führte er ab 1830 sein Studium an der Hochschule Dillingen weiter und wurde am 31. Mai 1833 zum Priester geweiht.
1842 erhielt Wagner eine Professur für Dogmatik an der Hochschule Dillingen, im Jahr darauf wurde er geistlicher Direktor des Frauenklosters und Beichtvater der Dillinger Franziskanerinnen. Am 22. Juli 1863 wurde Johann Evangelist Wagner zum Regens (Leiter) des Priesterseminars in Dillingen ernannt.
1847 gründete er zusammen mit der Oberin der Dillinger Franziskanerinnen, Sr. Maria Theresia Haselmayr, in Dillingen die sogenannte Taubstummenanstalt, eine Ausbildungs- und Wohnstätte für gehörlose Mädchen und Frauen, aus der die heutigen Regens-Wagner-Stiftungen hervorgingen. Bis zu seinem Tod im Jahr 1886 gründete Wagner weitere sechs Einrichtungen für Menschen mit Behinderung in den Diözesen Augsburg, Eichstätt und Bamberg: in Dillingen (1847), Glött (1869), Zell (1872), Hohenwart (1878), Lauterhofen (1881), Holnstein (1881) und Michelfeld (1885).
Von seinen Nachfolgern Magnus Niedermair, Wilhelm Hummel, Hans Frieß und Hans Appel wurden weitere sieben Einrichtungen in ganz Bayern und eine in Ungarn gegründet.

## Familie
Sein jüngerer Bruder war Joseph Johann Wagner, Landwirt und Reichstagsabgeordneter für die Liberale Reichspartei.

## Auszeichnungen
- 1857 Ernennung zum Bischöflich Geistlichen Rat
- 1878 Ritterkreuz des Hl. Michael 1. Klasse, verliehen von König Ludwig II.
- 1883 Ehrenkreuz des Ludwigsordens

## Verehrungswürdigkeit – Seligsprechungsverfahren
Am 19. März 2001 wurde das Seligsprechungsverfahren für Johann Evangelist Wagner durch den damaligen Bischof Viktor Josef Dammertz eröffnet.
Es folgten Recherchen und Dokumentationen der Daten und Fakten über Leben und Wirken von Wagner. Die Ergebnisse dieser Recherchen sowie die Unterlagen zur Überprüfung einer wunderbaren Heilung wurden in der Abschlusssitzung des Verfahrens am 3. Mai 2004 an die zuständigen vatikanischen Behörden übergeben.
Der Kongress der Theologen entschied einstimmig, dass Regens Wagner alle Tugenden in heroischer Weise ausgeübt habe und im Ruf der Heiligkeit stehe. Papst Benedikt XVI. bestätigte am 3. April 2009 den heroischen Tugendgrad Regens Wagners. Der positive Abschluss dieses Tugendprozesses ist die Voraussetzung für eine Seligsprechung.
Die römische Ärztekommission schloss jedoch zwei Wunderprozesse negativ ab (November 2009, Oktober 2011), da nach ihrer Ansicht die Heilungen auf eine medizinische Leistung und nicht auf eine Gebetsanhörung zurückzuführen seien, wodurch der positive Abschluss des Seligsprechungsverfahrens weiter offen ist.